# Hasan Beg Khan
Hasan Beg Khan fou kan de l'Horda d'Or, probablement germà i successor d'Aziz Xaikh vers 1367. Seria el personatge que els russos anomenen com Hassan Kasanji.
Hasan podria ser l'enviat que l'esposa d'Aziz va enviar a la cort russa el 1364. Nikon diu que va capturar Sarai (Nova Sarai) el 1367. Se li coneix una moneda del 1369/1370 trobada a Tetiuchy.
Als principats russos les lluites successòries no es van aturar tot i els atacs tàtars des de fora i la plaga a l'interior. El principat més afectat fou Tver on al jove príncep Miquel li disputava el tron el seu oncle; el primer va obtenir el suport del seu cunyat Olgerd de Lituània i es va poder imposar; llavors va agafar el títol de gran príncep de Tver desafiant l'autoritat del gran príncep de Moscou (1367) Demetri, que el va convidar al seu principat i el va detenir, però un enviat tàtar de nom Karacha o Karaja va fer costat a Miquel i va obligar a Demetri a alliberar-lo; quan els moscovites van envair Tver, Miquel va cridar en ajut als lituans i Olgerd, el seu germà Kestute i el fill d'Olgerd Vitut, amb el suport del príncep de Smolensk; el seu atac a Rússia fou sobtat i desastrós; després de quaranta anys de pau ara rebien l'atac d'un enemic tant potent com abans els tàtars; les ciutats foren cremades, la gent assassinada, i l'exèrcit rus dispersat; Demetri i els seus es van tancar al Kremlin; durant tres dies van resistir els atacs lituans que al mateix temps saquejaven esglésies i monestirs de la rodalia, però per temor a un setge a l'hivern els lituans es van retirar sense acabar la feina.
Poc després els Cavallers Teutònics atacaven el principat de Pskov en resposta a les queixes del comerciants alemanys que residien allí.
Howorth pensa que Hasan va obtenir autoritat sobre la Bulgària del Volga vers 1370 amb el suport de Demetri de Súzdal, el seu germà Boris i el fill Basili, i que conservava aquesta autoritat vers el 1376 any en què els fills de Demetri de Súzdal, aliats als moscovites, van avançar cap a Kazan on governaven Hasan i Muhammad Sultan. La gent de Kazan, amb camells, va intentar oposar-se als cavallers russos, però aquestos van cremar els seus pobles i els seus quarters d'hivern i els seus bots i van obligar a Hasan i a Muhammad Sultan a pagar un tribut de 2000 rubles. Després no torna a ser esmentat.
El següent kan esmentat (a partir de 1371) fou Tulunbeg (Tülüngbeg) o Tulunbek.